# Richard Hoffmann (Künstler)
Richard Hoffmann (* 1930 in Lebach) ist ein deutscher Bildhauer, Maler und Zeichner.

## Biografie
Richard Hoffmann studierte von 1949 bis 1954 Malerei an der Staatlichen Schule für Kunst und Handwerk Saarbrücken bei Boris Kleint und Frans Masereel und Bildhauerei bei Theo Siegle. Nach bestandener Diplomprüfung war Hoffmann 1954/55 Stipendiat an der Académie de la Grande-Chaumière in Paris und von 1957 bis 1962 Stipendiat an der Hochschule der Bildenden Künste, Berlin, wo er Kunstgeschichte bei Will Grohmann studierte und Meisterschüler der Hochschule war. Aus dieser Zeit stammen Malerfreundschaften mit Georg Baselitz, Eugen Schönebeck, Matthias Koeppel und Arwed Gorella. Zahlreiche Studienreisen führten ihn durch Europa, nach Kleinasien, den Vorderen Orient und Afrika. Von 1969 bis 1989 arbeitete er als Kunstpädagoge.
Von 1963 bis 1989 beschäftigte sich Hoffmann fast ausschließlich mit Bildhauerei, er fand ab 1983 zunehmend zur Malerei zurück. 1987/1988 veröffentlichte er sein erstes Zelltektonistisches Manifest, 2004 folgte das zweite.

## Werke
Hoffmann schuf zahlreiche Großplastiken und Brunnen im öffentlichen Raum. Darunter ist das Mahnmal des Friedens auf dem Schaumberg in Tholey (Saarland) als großes Bronzerelief, welches auf Initiative des französischen Staatspräsidenten Charles de Gaulle und des Bundeskanzlers Konrad Adenauer im Jahr 1976 entstand. Die über 5 Meter langen Bronze-Relief-Schranken davor, wurden 2011 gestohlen. Die Relief-Schranken, die aufeinander zueilenden Köpfe, Arme und Hände, sind Symbol des Zusammenfindens der Völker in Frieden.

## Ausstellungen
- 1949: Le Centre de Métiers d’art Sarrois, Pavillon Marsan, Palais du Louvre, Paris
- 1952: Frans Masereel und seine Schüler, Saarlandmuseum, Saarbrücken
- 1953: Palais des Beaux-arts, Paris
- 1954: Staatliches Museum, Trier Jahresausstellung der Schule für Kunst und Handwerk, bei Boris Kleint
- 1956: Kulturhaus Homburg/Saar 1959 Maison Air France, Berlin
- 1961: Hochschule der Künste, Berlin
- 1967: 20 Jahre Malerei an der Staatlichen Werkkunstschule Saarbrücken. Klasse Boris Kleint, Kongresshalle, Saarbrücken
- 1971: Moderne Galerie, Saarbrücken
- 1974: Symposion Stahl und Stein Wort. Galerie Monika Beck, Homburg/Saar